# Hypoplectrodes maccullochi
Hypoplectrodes maccullochi, thường được gọi là cá mú bán sọc (tên tiếng Anh: Halfbanded seaperch), là một loài cá biển thuộc chi Hypoplectrodes trong họ Cá mú. Loài này được mô tả lần đầu tiên vào năm 1929.

## Phân bố và môi trường sống
H. maccullochi có phạm vi phân bố giới hạn ở Tây Thái Bình Dương. Đây là một loài đặc hữu của Đông Úc, được tìm thấy từ vịnh Moreton, bang Queensland trải dài về phía nam đến bang Victoria và phía đông Tasmania. Chúng sống xung quanh các rạn đá ngầm và rạn san hô gần bờ và khu vực cửa biển, tập trung đông đúc nhất ở những nơi có nhiều bọt biển, ở độ sâu khoảng 50 m trở lại.

## Mô tả
H. maccullochi trưởng thành có kích thước lớn nhất là khoảng 45 cm. Cơ thể của cá trưởng thành có màu hồng nhạt đến nâu đỏ với các dải sọc sẫm màu dọc theo lưng. Có một đốm trắng trên nắp mang. Ở hai bên thân là các dải sọc trắng. Chúng thường được nhìn thấy trong bọt biển và bám trên các mỏm đá.
Số gai ở vây lưng: 10; Số tia vây mềm ở vây lưng: 21; Số gai ở vây hậu môn: 3; Số tia vây mềm ở vây hậu môn: 8; Số tia vây mềm ở vây ngực: 16 - 17; Số gai ở vây bụng: 1; Số tia vây mềm ở vây bụng: 5; Số tia vây mềm ở vây đuôi: 17; Số vảy đường bên: 46.
Thức ăn của H. maccullochi có lẽ là các loài động vật giáp xác. Đôi khi chúng thường hợp thành những nhóm nhỏ.